# Сумгајит
Сумгајит је индустријски град и једна од 78 административно-територијалних јединица у Азербејџану. Основан је 22. новембра 1949. године, а први пут се помиње две године раније (1947). Има 299.000 становника.

## Становништво
| 1939. | 1959.  | 1970.   | 1979.   | 1989.   |
| ----- | ------ | ------- | ------- | ------- |
| 6.353 | 51.485 | 124.490 | 190.112 | 231.104 |

## Образовање
Град има 58 основних школа, 6 колеџа, 8 лицеја, 13 факултета и 5 студенских домова.

## Спорт
У граду постоји локални фудбалски клуб „Стандард“, које игра у првој лиги Азербејџана. Тим игра на стадиону. Мехди Хусеинзадех са капацитетом од 18.000 места. Град такође има и фудбалски клуб тим „Сумгаијт“, у граду се налазе и 3 олимпијска спортска комплекса (укључујући и параолимпијски).

## Привреда
Од индустријских грана заступљена је металургија, има фабрике алуминијума, синтетичког каучука и суперфосфата.

## Партнерски градови
- Лудвигсхафен на Рајни
- Актау
- Бари
- Черкаси
- Џуџоу
- Џејхан
- Невиномиск
- Питешти
- Рустави